# 廣野理恵
廣野 理恵（ひろの りえ、1982年3月1日 - ）は栃木県出身のモデル。ガンズマネージメント所属。
身長167cm。血液型A型。

## 出演

### PV
- 平原綾香・晩夏　（2005年9月28日）
- スネオヘアー・共犯者（2008年11月）

### CM
- Yahoo!オークション　『服がかぶった篇』　同じ事務所に所属している山口尚美と共演　（2006年7月〜）
- UFJニコスカード　2007年〜2008年
- 富士通　NTT docomo　F905i　[バス」篇　2008年
- Jポッパー伝説２　2009年　3月〜
- メニコン　「人魚」篇　2009年　4月〜
- マンダム　ルシードＬ(2010.11-2011.11)
- マルイ「マルコとマルオの７日間」(2011.5)
- DHC 「フォースコリーQ太郎」篇(2011.6-2011.12)
- docomoスマートフォンF-12C「ズーム・デモンストレーション」篇(2011.8-2011.10)
- 損保ジャパン「お客様評価日本一・代理店」篇(2012.4-2013.4)
- ライオン　バファリンルナi「白い街」篇(2012.4-2014.10)
- 明治　LB81乳酸菌 「パスツール」篇(2012.12-2016.6)
- セブンイレブン「セブンカフェ」「近くて便利サンドイッチ」篇(2013.9-2016.6)
- VISA　デビット「Visaデビット誕生」篇(2014.1-2014.7)
- 日産note「あなたにもエマブレ」篇(2014.7-2014.9)